# Згорње Грушовје
Згорње Грушовје (словен. Zgornje Grušovje) је насељено место у општини Оплотница, Подравска регија, Словенија.

## Историја
До територијалне реорганизације у Словенији било је у саставу старе општине Словенска Бистрица.

## Становништво
У попису становништва из 2011. године, Згорње Грушовје је имало 116 становника.
| Број становника према пописима | Број становника према пописима | Број становника према пописима |
| ------------------------------ | ------------------------------ | ------------------------------ |
| 1991                           | 2002                           | 2011                           |
| 117                            | 107                            | 116                            |